# 弁明
| ウィキペディアには「弁明」という見出しの百科事典記事はありません（タイトルに「弁明」を含むページの一覧/「弁明」で始まるページの一覧）。 代わりにウィクショナリーのページ「弁明」が役に立つかもしれません。 |